# Joan Ignaci Culla i Hernández
Joan Ignaci Culla i Hernández (sic) (València, 1959) és un escriptor i polític regionalista valencià d'orientació blavera, membre del Grup d'Acció Valencianista. Fins a l'agost de 2018, va ser president del partit Som Valencians.
Amb 18 anys, l'any 1977, entrà a formar part de l'acabat de crear Grup d'Acció Valencianista (GAV), on ostentà el càrrec de Vicepresident de l'entitat durant 14 anys. Ferm defensor de la diferenciació entre la llengua valenciana i la llengua catalana, des del 1982 ha col·laborat amb tota mena de publicacions escrites, com ara Las Provincias, Levante-EMV, Valéncia Hui o Cambio 16, i digitals.
L'any 2004 va crear Renaixença Valencianista, associació cultural nascuda per a defensar la personalitat valenciana respecte de la catalana. Un temps després, el 2007, va ser publicat per la Diputació de València un dels seus treballs més coneguts, Cronologia Històrica de la Llengua Valenciana, on tracta de demostrar que el valencià i el català són dues llengües diferents.
El 2015 s'integrà com a independent a les llistes de Som Valencians per a les eleccions a les Corts Valencianes de 2015. Des del febrer de 2016 ocupa el càrrec de President del partit.